# محمد فتحي (إذاعي)
محمد فتحي (27 يناير 1910-1986) هو إذاعي مصري، يعتبر من أوائل جيل الرواد الإذاعة المصرية، تميز بحلاوة صوته ولقب بـ«كروان الإذاعة»، برع في قراءة النشرات وفي التسجيلات الخارجية وخاصة التسجيلات الرسمية للدولة كما كان أول من أذاع حفلات ام كلثوم الخارجية.

## حياته ونشأته
ولد محمد فتحي في السابع والعشرين من يناير سنة 1910 في المنصورة، تخرج في قسم اللغة الإنجليزية بكلية الآداب سنة 1932.

## مسيرته
عين بالإذاعة المصرية في 4 مايو 1934 أي قبل بدء الإرسال الإذاعي بسبعة وعشرين يوما فقط، وكان أول صوت يقول «هنا القاهرة» في 31 مايو 1934 .
تدرج في عدة مناصب بداية من عمله كمذيع في الإذاعة المصرية حتى أصبح كبيرا للمذيعين، ثم مديرا للتمثيليات والبرامج حتى وصل إلي درجة مساعد المراقب العام، ثم مراقبا عاما للإذاعة في سبتمبر 1947  وكان أول من ابتكر التمثيلية الإذاعية عندما قدم تمثيلية بعنوان «روميو وجوليت» حيث قام بنفسه بترجمة النص العالمي بالإضافة إلي إخراجه وأداء دور «روميو» أيضا. كما قدم مسلسلا اجتماعيا من تأليفه بعنوان «دنيا الناس».وقام بتقديم الأوبريت الغنائي من خلال الإذاعة فقدم مع محمود الشريف أوبريت «روما تحترق» ثم أوبريت «عذراء الربيع» وأوبريت «الورد والفل والياسمين». في يونيو عام 1951 نقل إلي وزارة المعارف وتولي النشاط الاجتماعي والرياضي بها
مثل محمد فتحي الإذاعة في العديد من المؤتمرات الدولية.

## مؤلفاته
له العديد من المؤلفات والترجمات منها:
- أثناء عيد الإذاعة الخمسين أعد كتابا مطولا يحكي فيه تاريخها منذ إنشائها بعنوان «الإذاعة المصرية في نصف قرن» ويعد هذا الكتاب وثيقة للأجيال المتعاقبة للعاملين في الحقل الإعلامي.
- كتاب «عالم بلا حواجز» الذي يعتبر من أهم كتب الإعلام
- كتاب «14 عاما على الهواء».

## تكريمه
نال محمد فتحي العديد من الأوسمة وأشكال التكريم:-
- منحته الجامعة المصرية منحة دراسية لمدة عامين على نفقتها الخاصة تقديرا لتفوقه.
- حصل على رتبة «البكوية» رسميا.
- منح قلادة النيل، وعدداً كبيرًا من الأوسمة خلال حياته.[8]